# Silvano Canzoneri
Silvano Canzoneri (ur. 4 lutego 1941, zm. 5 października 1995) – włoski entomolog, specjalizujący się w dipterologii i koleopterologii.
Canzoneri urodził się 4 lutego 1941 w Corleone, niedaleko Palermo. Przeniósł się później do Wenecji, gdzie pracował jako entomolog w Muzeum Historii Naturalnej. W mieście tym zmarł 5 października 1995.
W swoich badaniach zajmował się głównie chrząszczami z rodziny czarnuchowatych oraz muchówkami z rodziny Ephydridae. Napisał około 140 publikacji z dziedziny ich zoogeografii, faunistyki i taksonomii. Opisał 44 nowe taksony czarnuchowatych, z których 25 uznawanych jest dziś za poprawne oraz 63 nowe, uznawane dotąd za poprawne, taksony muchówek. Jest autorem jednej z części Fauna d'Italia, poświęconej Ephydridae i Canaceidae.